# Las Palmeras (Màlaga)
Les Palmeres és un barri dell districte Est (Districte 2) de Màlega, a Andalusia, Espanya. Segons la delimitació oficial de l'ajuntament, limita al nord i nord-oest amb el barri de Pins del Limonar; a l'est i al sud amb el de Limonar (indret amb llimoners) i a l'oest amb el de Vaguada (que significa "tàlveg" en castellà).

## Transport
El barri connecta amb altres parts de la ciutat gràcies al servei d'autobús de l'EMT, l'Empresa Malaguenca de Transports SAM:
| Línia | Trajecte                        | Recorregut               | Freqüència   |
| ----- | ------------------------------- | ------------------------ | ------------ |
| 32    | Albereda Principal - El Limonar | Recorregut (en castellà) | 16-18 minuts |